# Scântei galbene
Scântei galbene este un volum de versuri semnat de George Bacovia și apărut în 1926. Poetul mărturisea: "În poezie m-a obsedat întotdeauna un subiect de culoare. Pictura cuvintelor sau audiție colorată, cum vrei s-o iei... Pictorul întrebuințează în meșteșugul lui culorile: alb, roșu, violet. Le vezi cu ochii. Eu am încercat să le redau cu inteligență, prin cuvinte. Fiecărui sentiment îi corespunde o culoare. Acum în urmă m-a obsedat galbenul, culoarea deznădejdei."